# Géospize crassirostre
Platyspiza crassirostris
Genre
Espèce
Synonymes
- Camarhynchus crassirostris

Statut de conservation UICN

 LC  : Préoccupation mineure
Le Géospize crassirostre (Platyspiza crassirostris) est une espèce de passereaux — plus connues sous le nom de Pinsons de Darwin — de la famille des Thraupidae, unique représentant du genre Platyspiza.

## Répartition

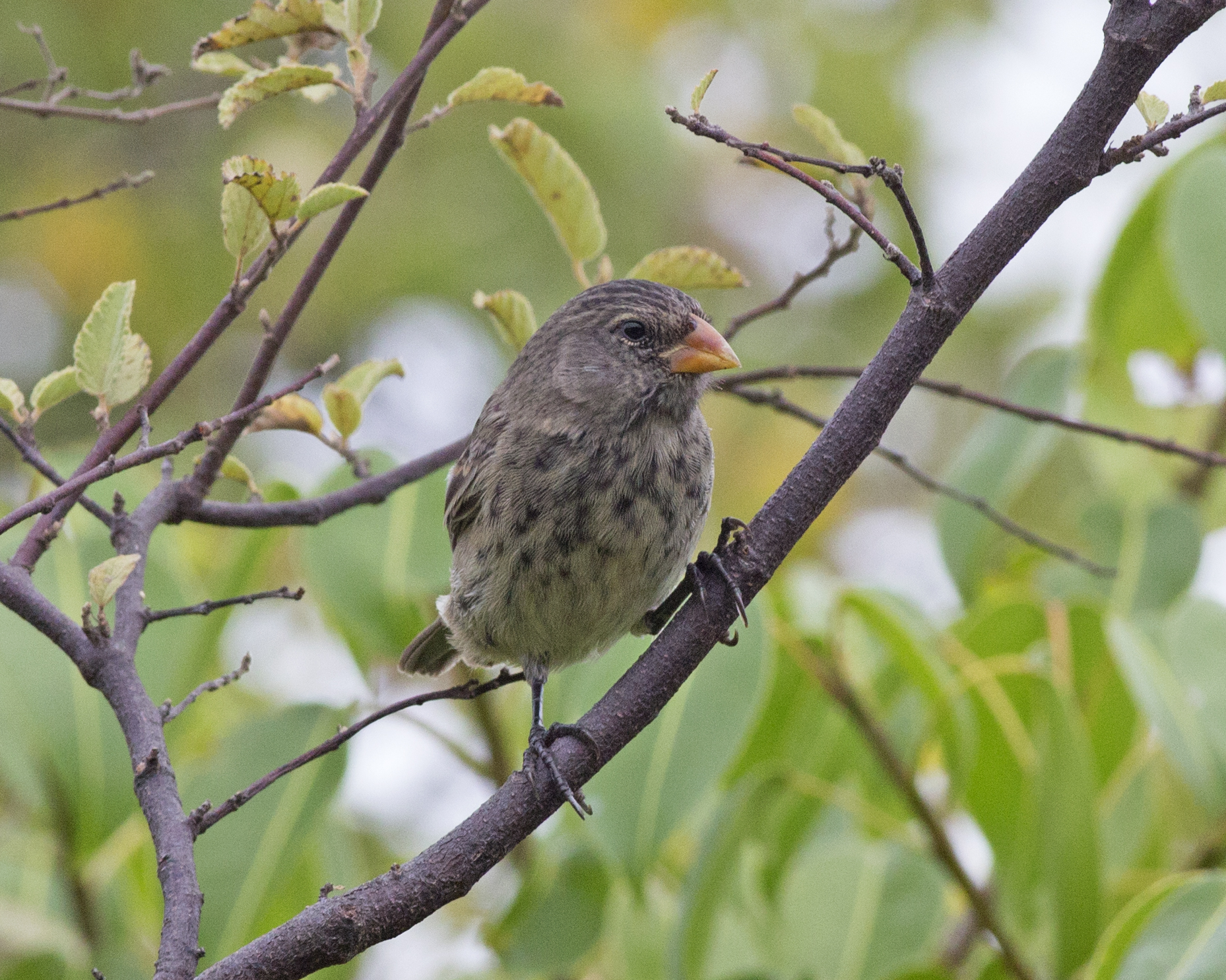

Cet oiseau est endémique des îles Galápagos.